# Ann-Sofie Bárány
Ann-Sofie Margareta Bárány, född 25 juli 1958 i Stockholm, är en svensk psykoanalytiker, dramatiker och dramaturg.

## Biografi
Ann-Sofie Bárány är dotter till överläkaren docent Franz Bárány (1914–1997) och rödakorssystern Margareta Bárány (1921–1987). Släkten Bárány är av österrikisk-ungersk-judiskt ursprung och det var Ann-Sofie Báránys farfar, nobelpristagaren Robert Bárány (1876–1936), som 1918 med sin familj flyttade från Wien till Uppsala.
Ann-Sofie Bárány avlade psykologexamen vid Stockholms universitet 1989 och utbildade sig vidare till psykoanalytiker vid Svenska Psykoanalytiska Institutet 1991–1995, samt var medlem i Svenska psykoanalytiska föreningen till 2012.
Bárány var verksam som forskare vid Teater- och dansvetenskapliga institutionen vid Stockholms universitet 2007–2010 och undersökte användbarheten av vissa psykoanalytiska begrepp som grund för teaterupplevelsen.   

## Teater
Sin debut som dramatiker gjorde Ann-Sofie Bárány med Babydrama, en föreställning om födelsen för spädbarn 6-12 månader gamla i förälders sällskap i regi av Suzanne Osten vid Unga Klara 2006. Föreställningen var en föregångare inom spädbarnsteater i det att den baserades på en text och framfördes som en meningsfylld berättelse med spädbarnet i fokus.  Såväl A-S Bárány som S Osten har dokumenterat arbetet med föreställningen  och gjort en dokumentärfilm kring processen.  Bárány och Osten har föreläst och hållit seminarier kring teater för spädbarn över en stor del av världen och företeelsen har spritt sig och är numera en etablerad konstform. Ann-Sofie Bárány har beskrivit och analyserat föreställningen Babydrama i sin bok om projektet samt diskuterat användbarheten av begreppet psykisk teatralitet.
Samarbetet med Suzanne Osten har fortsatt och lett till ett flertal föreställningar skrivna av A-S Bárány vid Unga Klara och Göteborgs Stadsteater.
Till Báránys mest uppmärksammade pjäser i samarbete med regissör Suzanne Osten, hör Tröstar jag dig nu?, Unga Klara, 2009, som även vunnit utmärkelser, översatts till engelska och franska, samt spelats vid festivaler i London och Reims. 
I Annas garderob, Göteborgs Stadsteater, 2014, är en både biografisk och nutidsbaserad och kritisk berättelse om Anna Freuds liv och gärning, psykoanalysens syn på barnsexualitet och kvinnlig sexualitet, framför allt homosexualitet. Föreställningen vann Svenska regissörsföreningens Iris-pris, 2014.
Bárány har även verkat som dramaturg vid ett flertal uppsättningar liksom gjort bearbetningar av originaltexter.
Bárány verkar även som pedagog, föreläsare och workshopledare, ofta i samarbete med Osten.

## Psykoanalys
Ann-Sofie Bárány är utbildad psykoanalytiker för vuxna, tonåringar och barn och var kliniskt verksam 1991-2012. Hon är utbildad psykoterapihandledare samt har varit verksam som föredragshållare, lärare och seminarieledare vid symposier, kongresser och psykoterapi- och psykoanalytikerutbildningar.

## Priser och utmärkelser
- Babydrama Publikens pris BITEF, Belgrad, 2008[8]
- Tröstar jag dig nu? Nöjesguidens pris för bästa scenkonstupplevelse 2009. Utvald till  Teaterbiennalen 2011.

### Dramatik
- Babydrama [Pjästext] / av Ann-Sofie Bárány Unga Klara, Stockholm : Unga Klara, 2006
- Tröstar jag dig nu? [Pjästext] / av Ann-Sofie Bárány Unga Klara, Stockholm : Unga Klara, 2009
- Konsultationen [Pjästext] / av Ann-Sofie Bárány Unga Klara, Stockholm : Unga Klara, 2010
- Konsultationen [Pjästext] / av Ann-Sofie Bárány I regi av Suzanne Osten, sänd i SVT Drama, 2010
- Dansa dina dinosaurier [Pjästext] / av Ann-Sofie Bárány Lund, Månteatern, 2010
- Jag vill få vara Mamma [Pjästext] / av Ann-Sofie Bárány Göteborg: Göteborgs Stadsteater & Malmö, Moomsteatern, 2012
- Lövet [Pjästext] / av Ann-Sofie Bárány Lund, Månteatern, 2012
- Flygräddare [Pjästext] / av Ann-Sofie Bárány Stockholm, Unga Klara & Norsborg : Riksteatern, 2013
- I Annas Garderob [Pjästext] / av Ann-Sofie Bárány Göteborgs stadsteater, 2014

### Babydrama
- Babydrama : teater och psykoanalys i livslustens tjänst / Ann-Sofie Bárány Ingår i: Barn(s)kultur : nytta eller nöje?. - 2008. - 91-974588-3-x ; S. 35-50
- Babydrama / Ann-Sofie Bárány, text ; Lesley Leslie-Spinks, Paulina Simon, foto. Bárány, Ann-Sofie, 1958- (författare) Leslie-Spinks, Lesley, 1946- (fotograf) Simon, Paulina (fotograf) Göteborg : Kabusa böcker, 2008

### Dramaturgi/bearbetning
- Publiken [Pjästext] / av Federico García Lorca ; i översättning av Lars Bjurman ; samt prolog tagen ur "Drake" & "Komedi utan titel", översättning Lasse Söderberg ; bearbetning för Göteborgs Stadsteater av Åsa Lindholm & Ann-Sofie Bárány
- Medea’s Children [Pjästext] / av Osten & Lysander; i översättning och bearbetning av Ann-Sofie Bárány för Lung Ha’s Theatre Company, Edinburgh, 2011
- MagnusMaria – en opera om rätt kön [Libretto] / av Katarina Gäddnäs; i bearbetning och dramaturgi av Ann-Sofie Bárány för Kulturföreningen Katrina, Mariehamn, 2014

### Psykoanalys och psykoterapi
- Terapeuters kvalitetsutveckling under en handledningsprocess : analys och kvantitativa studier av kvalitetsvariabler i I. Szecsödys manual "The supervisory process". Ann-Sofie Bárány, Hans Karlsson Stockholm : Psykologiska inst., Stockholms univ., 1989. Svenska 62 s. ([3], 62, [13] s.) Serie: Psykologexamensarbete / Psykologiska institutionen, Stockholms universitet, 99-1273333-9
- Effekter av lång psykoterapi och psykoanalys : en forskningsöversikt. Ann-Sofie Bárány, Rolf Sandell, Johan Schubert Stockholm : Psykoterapiinstitutet, 1993 Svenska 29 s. Serie: Rapporter från PI, 1101-4350 ; 6
- Sexualiteter. Ann-Sofie Bárány, Viviane Janson, Agnes Mesterton, Per-Arne Rönnås, Gullvi Sandin. SVENSKA PSYKOANALYTISKA föreningens skriftserie, NR 8, 2006